# Іронія долі. Продовження
«Іронія долі. Продовження» (рос. «Ирония судьбы. Продолжение») — російська лірична комедія, сиквел фільму Ельдара Рязанова Іронія долі режисера Тимура Бекмамбетова. Прем'єра фільму відбулася 21 грудня 2007 р. Сюжетно нова картина являє собою одночасно сіквел і ремейк, зроблений за схемою «діти героїв»: у героїв оригінального твору з'являються діти (продовження оригінальної історії), між якими відбуваються ті ж зіткнення, що і між їх батьками (старий сюжет адаптований до нового контексту).
Оголошено про створення фільму було в 2005 р., до ювілею рязановської картини, якій виповнилося 30 років. Сценарій фільму написав Олексій Слаповський.

## Сюжет
За традицією 31 грудня Євген Лукашин, Павло та Олександр дружно йдуть у лазню. Минуло багато років. Герої постаріли, в живих немає Михайла (Георгій Бурков). Цього разу Женя порушив традицію, і замість нього Павло запросив до сауни сина Жені — Костю. Кості налили горілки і змусили (незважаючи на те, що Кості пити не можна) випити.
Упавши у забуття, Костя опритомнює у незнайомій квартирі, бачачи перед собою балончик зі сльозогінним газом. Балончик направила на нього Надя, дочка Надії Василівни. Надя в паніці — в її ліжку лежить незнайомий чоловік.

## Ролі
- Андрій М'ягков — Євген Михайлович Лукашин
- Барбара Брильська — Надія Василівна Шевельова
- Костянтин Хабенський — Костянтин Євгенович Лукашин, син Євгена Лукашина й Галі
- Єлизавета Боярська — Надія Іполитівна, дочка Надії Василівни та Іполита Георгійовича
- Сергій Безруков — Іраклій Петрович Ізмайлов, наречений Наді-молодшої
- Юрій Яковлєв — Іполит Георгійович
- Михайло Єфремов — Дід Мороз
- Євгенія Добровольська — Снігуронька
- Валентина Тализіна — Валя (найкраща подруга Наді-старшої)
- Олександр Ширвіндт — Павлик (друг Жені)
- Олександр Белявський — Сашко (один Жені)
- Ігор Савочкін — Коля-прикордонник

## Касові збори
Під час показу в Україні, що розпочався 21 грудня 2007 року, протягом перших вихідних фільм демонстрували на 110 екранах, що дозволило йому зібрати $882,595 і посісти 1 місце в кінопрокаті того тижня. Фільм продовжував очолювати український кінопрокат і наступного тижня, адже демонструвався вже на 117 екранах і зібрав за ті вихідні ще $607,892. Загалом фільм в кінопрокаті України зібрав $4,093,580, посівши 1 місце серед найбільш касових фільмів 2007 року.